# رانكو لومباردي
رانكو؛ تقع على شاطئ لاغو ماجيوري في مقاطعة فريزي الواقعة في منطقة لومباردي الإيطالية، وتقع على بعد حوالي 60 كيلومتر (37 ميل) شمال غرب مدينة ميلان وعلى بعد حوالي 20 كيلومتر (12 ميل) غرب مقاطعة فريزي، وقد بلغ تعداد سكانها في 31 ديسمبر 2004 الى 1188 وبلغت مساحة ارضها 6.3 كيلومتر مربع (2.4 ميل2). 
ويميز البلدة مطعم شهير حظى بإرشادات ميشلان ويعرف بـ (إل سولي دي رانكو)، كما لديها متحف النقل. وتحتوي بلدية رانكو على فراتسيوني (بلدية) تدعى أبون.
ويحد رانكو كلاً من البلديات التالية: Angera، Ispra، Lesa، Meina.